# 美麗人生
『美麗人生』（ピン音:měi lì rén shēng、メイリーレンシォン）は、台湾でロックレコードから発売された梁静茹（フィッシュ・リョン）5作目のオリジナルアルバム。

## 解説
- 初回版は2003年2月12日に発売された。付属のVCDには10分40秒になる『為我好』のPVが収録されている。その後、同年4月4日には『為我好』のショートバージョンなど5曲のPVを収録したVCDとの2枚組である光榮慶功版が発売された。
- このアルバムの日本版は製作されていない。

## 収録曲

### CD
1. Beautiful (3'17")
作詞:蔡健雅、作曲:蔡健雅、編曲:黄韻仁
2. 為我好 (3'54")
作詞:小寒、作曲:黄韻仁、編曲:黄韻仁
3. 第三者 (3'56")
作詞:李宗盛、作曲:黄韻仁、編曲:黄韻仁+Bang Wenfu
4. 美麗人生 (3'48")
作詞:www.i-music.com.tw、作曲:www.i-music.com.tw、編曲:黄中岳
5. 我不害怕 (4'07")
作詞:冷玩妹、作曲:黄韻仁、編曲:黄韻仁
6. 你還在不在 (4'09")
作詞:許世昌+管啓源、作曲:黄韻玲、編曲:黄中岳
7. 惡性循環 (3'33")
作詞:小寒、作曲:黄韻仁、編曲:黄韻仁
8. 最快樂那一年 (4'39")
作詞:姚若龍、作曲:黄韻玲、編曲:鍾興民
9. 向左轉向右轉 (3'29")
作詞:姚若龍、作曲:蔡健雅、編曲:黄韻仁
10. 眼涙的地圖 (4'19")
作詞:葛大為+管啓源、作曲:余永錦、編曲:Mac Chew
11. 旅程 (5'00")
作詞:管啓源、作曲:黄子達、編曲:伍冠諺+楊瑞賢

### VCD（初回版）
1. 為我好 PV（劇情版）

### VCD（光榮慶功版）
1. 為我好
2. 第三者
3. Beautiful
4. 最快樂那一年
5. 我不害怕